# Morirò da re
Morirò da re è un singolo del gruppo musicale italiano Måneskin, pubblicato il 23 marzo 2018 come primo estratto dal primo album in studio Il ballo della vita.

## Descrizione
Traccia conclusiva dell'album, il brano rappresenta la prima pubblicazione inedita del gruppo a figurare la lingua italiana ed è stato composto durante i giorni di pausa dal primo tour tenuto a seguito del loro successo a X Factor. Riguardo al significato del testo, gli stessi Måneskin hanno spiegato che esso riguarda la redenzione:

## Video musicale
Il video, diretto dagli YouNuts!, è stato pubblicato il 26 marzo 2018 attraverso il canale YouTube del gruppo.

## Tracce
Testi e musiche di Damiano David.
Download digitale
1. Morirò da re – 2:37

CD promozionale
1. Morirò da re – 2:37
2. Morirò da re (Live) – 2:37

## Formazione
Gruppo
- Damiano David – voce, arrangiamento
- Victoria De Angelis – basso, arrangiamento
- Ethan Torchio – batteria, percussioni, drum machine, arrangiamento
- Thomas Raggi – chitarra elettrica, chitarra acustica, chitarra resofonica, arrangiamento

Altri musicisti
- Fabrizio Ferraguzzo – arrangiamento, arrangiamenti fiati, orchestrazione, sintetizzatore, programmazione, drum machine, lap steel guitar
- Riccardo Jeeba Gibertini – arrangiamento fiati, tromba, flicorno soprano, trombone
- Marco Zaghi – arrangiamento fiati, sassofono tenore, sassofono baritono, flauto
- Enrico Brun – orchestrazione, sintetizzatore, organo Hammond, moog, mellotron, pianoforte, solina, programmazione, Farfisa
- Andrea Di Cesare – violino, viola
- Mattia Boschi – violoncello

Produzione
- Måneskin – produzione
- Fabrizio Ferraguzzo – produzione, missaggio, mastering
- Riccardo Damian – registrazione
- Enrico La Falce – missaggio, mastering

## Classifiche

### Classifiche settimanali
| Classifica (2018-21) | Posizione massima |
| -------------------- | ----------------- |
| Grecia               | 13                |
| Italia               | 2                 |
| Lituania             | 6                 |
| Portogallo           | 143               |

### Classifiche di fine anno
| Classifica (2018) | Posizione |
| ----------------- | --------- |
| Italia            | 18        |